# Mimoclystia sylvicultrix
Mimoclystia sylvicultrix là một loài bướm đêm trong họ Geometridae.